# Alysia Montaño

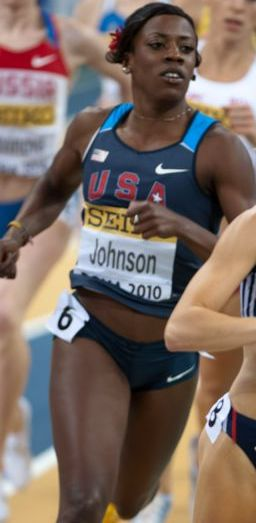
Alysia Johnson 2010

Alysia Montaño (geborene Johnson; * 23. April 1986 in Queens, New York City) ist eine US-amerikanische Mittelstreckenläuferin, die sich auf die 800-Meter-Distanz spezialisiert hat.
2007 wurde sie US-Meisterin, schied bei den Weltmeisterschaften in Osaka im Vorlauf aus und wurde Sechste bei den Panamerikanischen Spielen in Rio de Janeiro.
2010 gewann sie die Bronzemedaille bei den Hallenweltmeisterschaften in Doha und errang in der Freiluftsaison erneut den nationalen Titel.
Bei den Weltmeisterschaften 2011 gewann sie nach Disqualifikation der ursprünglichen Siegerin Marija Sawinowa die Bronzemedaille. Bei den Olympischen Spielen 2012 in London wurde sie Vierte. Bei den Weltmeisterschaften in Moskau errang sie erneut Bronze mit einem Rückstand von vier Hundertstelsekunden zur Silbermedaille. Weil die auch bei Olympia 2012 und den Weltmeisterschaften 2013 vor ihr platzierte Marija Sawinowa 2015 disqualifiziert wurde, war sie jeweils um einen Platz vorgerückt. Die beiden WM-Bronzemedaillen von 2011 und 2013 erhielt sie bei den Weltmeisterschaften 2019 in Doha.
Alysia Montaño wuchs in Canyon Country (Santa Clarita) auf. 2008 schloss sie an der University of California, Berkeley ein Studium der Theaterwissenschaft ab. Am 19. März 2011 heiratete sie Louis Montaño. Im Juni 2014 sorgte sie für weltweites Aufsehen, als sie hochschwanger im achten Monat einen 800-Meter-Lauf bei den US-amerikanischen Leichtathletik-Meisterschaften in Sacramento lief. Ansonsten wären ihre Sponsorengelder deutlich gekürzt worden.

## Persönliche Bestzeiten
- 400 m: 52,09 s, 14. Juli 2010, Nuoro
- 800 m: 1:57,34 min, 22. Juli 2010, Monaco
  - Halle: 1:59,60 min, 14. März 2010, Doha